# Analisi delle corrispondenze
L'Analisi delle corrispondenze (Correspondence Analysis, CA) o Analisi delle corrispondenze multiple (Multiple Correspondence Analysis, MCA) è una tecnica di analisi statistica multivariata a carattere esplorativo volta ad analizzare l'esistenza di schemi di associazione tra variabili qualitative, anche dovuti all'esistenza di tratti latenti. Tale tecnica, in origine concepita da Hirschfeld, può essere vista come una controparte dell'analisi delle componenti principali o dell'analisi fattoriale (a seconda del tipo di metodo di calcolo adottato) applicabile a soli dati qualitativi.